# Крупка (Чехія)
Крупка (чеськ. Krupka), колишній Граупен, нім. Graupen) — місто в північній Чехії на кордоні з Німеччиною біля підніжжя Крушних гір.
Місто ділиться на дві частини: нижню — основну і гірську Крупку, що лежить у горах. Обидві частини пов'язані між собою автомобільною і канатними дорогами.

## Походження назви
Назва міста походить від старочеського слова krupý (крупи), тобто великий, розтягнутий. Часто помилково говорять, що назва походить від крупи олова, що видобувається тут з давніх часів.

## Історія
Місто відоме перш за все своєю гірничою промисловістю. Протягом століть олово добувалося в Крупі, після Тридцятилітньої війни в цьому районі було два срібних рудника. У новітній історії також знайшли і молібден, вольфрам, флюорит. Гірські схили, зарослі буками і хвойними деревами, вкривають численні відвали і штольні. Штольні Стари Мартін, розташовані на дорозі від Крупки до Комаржі, відкриті для публіки.

### Рання історія
Знаходження олова і його легкість вилучення привели на територію Крупки перших поселенців ще в бронзовий вік. Німці поступово змінювали слов'ян, головним чином під час міграції народів.

### Час розквіту (XV і XVI століття)
На початку XV століття Крупку і довколишні села, як і більшу частину Чехії, торкнулася гуситська війна. Власник Крупки Альбрехт з Колдіча і городяни Крупки були вірними союзниками імператора Сигізмунда. До Крупки гусити вперше потрапили в 1426 році після перемоги в битві при Усті-над-Лабем (Битва За Бег). Гусити переслідували хрестоносців, де зараз знаходиться Богосудов, і, за повідомленнями, вбили близько трьохсот чоловік. Нащадки полеглих лицарів залишили на цьому місці маленьку капличку, навколо якої близько 1500 року виникло село — Богосудов.
В цей же час гусити спалили монастир. Черниці, які вижили, ховалися в лісах навколо Крупки. Вони сховали статую Діви Марії в липі в тому місці, де сьогодні стоїть базиліка Богосудов. Ця статуетка пов'язана з появою традиції паломництва в Богосудов. Перше паломництво відбулося в 1610 році. У наступні роки гусити дісталися до Крупки ще двічі, в 1429 році і в квітні 1433 року, тоді вони завоювали замок і місто.
Після гуситських воєн місто пережило розквіт. Оригінальний спосіб добування руди з мулу змінився добуванням у скелі, спочатку поверхневим, але з XV століття вже глибинним. Тільки так шахтарі могли добувати більше руди. Це була виснажлива робота у твердій скелі. Використовувався вогонь, який змушував камінь тріскатися і краще видобуватися. Схили над Крупкою усіяні залишками цих шахт. Ці нові методи привели до того, що протягом XV століття видобуток олова зріс у три рази, а в XVI столітті ще на половину. Гірничодобувні території простягалися до Дуби. Про бум видобутку свідчить збережена копія гірського договору 1487 року. Ще в 1469 році король Їржі з Подєбрад уклав прикордонний договір із Саксонією.
8 січня 1477 року місту було надано право на пивоваріння у місті і в довколишніх селах. Далі було дозволено будівництво пивоварного заводу, щотижневі ринки, торгівля сіллю.
Інші важливі права місто отримало через рік, 13 січня 1478 року. В той день король Владислав II дарував місту герб, печатку, право на друк червоним воском, щорічний ринок, ради міських чиновників і митну свободу. Це було найважливішим міським правом, хоча Крупка залишалася кріпацьким містом.
У той час громадяни Крупки були ревними католиками. Це відбилося і на будівництві церков. У 1454 році була побудована лікарня з церквою Святого Духа. У наступні роки в Крупці був побудований монастир і церква. У 1479 році всевесь місто злоорів. Однак церкви були побудовані заново, і в 1516 році до них приєдналася цвинтарна церква Святої Анни.
У XVI столітті лютеранство почало проникати в місто. Тому єзуїти були покликані з Хомутова до богосудської церкви в 1587 році, щоб зустрітися з лютеранами в Крупці. У 1579 році Крупка стала вільним містом на деякий час.

### XVII і XVIII століття
Але знайдена свобода не протрималася довго. Уже в 1615 році король Матіас Габсбурзький подарував Крупку Адаму Штернбергу. Крупські городяни захищалися в суді, але досягли успіху лише частково. Суперечка тривала неймовірно довго — цілих 99 років до 1715 року. Можливо, саме тому крупські городяни приєдналися до невдалого повстання станів. Після поразки в битві на Білій горі (1620) маєток повернувся до рук Адама Штернберга.
Тридцятилітня війна вразила місто. Шведи завоювали замок Крупка. Однак найбільшої шкоди завдали відступаючі сакси (1631), які спалили 60 будинків в Крупці. Тому після закінчення війни третина будинків була порожня, а шахти були спустошені. Насильницьке окатоличення також виганяло багатьох лютеранських експертів з міста.

### Крупка в наш час
На початку XIX століття в околицях Крупки з'явилися перші вугільні шахти, як провісник нових часів. Крупка стала улюбленим місцем для багатьох туристів, що милуються пишністю богосудовської базиліки і середньовічними вуличками Крупки. 27 травня 1813 року Крупку відвідав поет Йоганн Вольфганг фон Гете Крупу кілька разів відвідував композитор Ріхард Вагнер, а в 1872 році — письменник Ян Неруда. У 1812 році в Горні Крупі народився засновник сучасної офтальмології доктор Фердинанд Артл, який помер у Відні в 1887 році.
В революційному 1848 році було скасовано верховенство, яке було замінено місцевим урядом. У 1853 році був відновлений Єзуїтський орден. Крупка тоді ніби застигла у свій історичний час. Але Богосудов пережив період бурхливого розвитку. Це також пов'язано з розвитком залізниці.
У 1858 році була запущена в експлуатацію залізниця Тепліце — Усті-над-Лабем (сьогодні шлях Усті-над-Лабем — Хомутов). У Богосудові і Врхославі почала розвиватися промисловість. З 1869 року в Богосудові працював найстаріший цементний завод в Чехії (закритий у 1930 році). У 1921 році був створений шкіряний завод і фарфоровий завод, який виробляв електропорцелан. Олов'яні рудники повільно обмежували видобуток. З 1863 року вольфрам почав видобуватися в якості додаткового продукту. Гірничодобувна діяльність в Крупці була припинена в 1922 році. З настанням нових часів настав і час розвитку суспільного життя. У 1873 році була заснована пожежна компанія, а в 1893 році був запущений міський басейн.
Крупка була на початку XX століття переважно німецьким містом. Велика частина населення вітала початок Першої світової війни в 1914 році. А ось появу Чехословаччини чотири роки по тому вже ні. Ситуація була вирішена тільки чехословацькою армією, яка окупувала місто для стабілізації ситуації. З появою нацистів в сусідній Німеччині ситуація загострилася і в Крупці. У 1934 році судето-німецька партія організувала демонстрації проти відкриття чеської школи в Богосудові, хоча в Крупці і Богосудові жило в той час близько 1000 чехів. У жовтні 1938 року Крупку зайняли озброєні сили гітлерівської Німеччини, більшість жителів з ентузіазмом вітали їх. Під час окупації більшість жителів залишалося вірним нацистському режиму. Але не всі. Тут також діяли німецькі антифашисти. Найвідомішою була Герта Лінднер, страчена нацистами 29 березня 1943 року. Під час німецької окупації видобуток олова і вольфраму відновилася на деякий час. Наприкінці війни (24.04.1945) зупинилося транспортування ув'язнених з концентраційного табору Оссендорф на станції Богослова. В цілому 313 ув'язнених померли незабаром після цього від черевного тифу і пневмонії. Після війни вони були поховані у церкві Святого Прокопа, де також знаходиться пам'ятник цій події. Ще один пам'ятник розташований в Фойтовіце.
Після закінчення Другої світової війни німецьке населення було переміщено до Німеччини. Таким чином, повністю зникли Хабартіце і Мохельніце. Фойтовіце залишалося заселеним, хоча й набагато менше, ніж до війни. У 1947 році була відновлена гімназія в Богосудові. Але ненадовго. У 1952 році територію отримала чехословацька армія, яку в 1968 році змінила радянська армія. Вона остаточно покинула місто в 1991 році. Діяльність гімназії було відновлено 1 вересня 1993 року. З квітня 2010 року місто використовує прапор. Крупка та її околиці були внесені до списку всесвітньої спадщини ЮНЕСКО 6 липня 2019 роки як частина гірського регіону.

## Муніципальне управління і політика

### Місцеві частини
Сьогоднішнє місто отримало назву старого шахтарського міста, яке становить одну з його кількох частин. Місто було створено шляхом поступового злиття декількох сіл і поселень в єдине ціле. Сьогодні вони утворюють окремі місцеві частини. Це: Крупка, Врчослав, Богосудов, Маршов, Нові Модлани та Унчін.
- Крупка (історичний центр)
- Врчослав
- Богосудов (899 м від історичного центру, Центр сучасного міста)
- Унчін (2270 м від історичного центру)
- Нові Молдани
- Маршов (за 2920 м від історичного центру)
- Собехлкби (2230 м від історичного центру)
- Верхня Крупка (4940 м від історичного центру)
- Фойтовіце (7020 м від історичного центру)

## Транспорт

### Дорожній транспорт
Крупка завдяки своєму розташуванню між містами Усті-над-Лабем (близько 10 км) і Тепліце (близько 5 км), має чудове дорожнє сполучення з цими містами. Недалеко від Крупки знаходяться дорожні прикордонні переходи Оловец і Петровице до Німеччини. Просто у Фойтовіце знаходиться прикордонний перехід для пішоходів і велосипедистів.

### Залізничний транспорт
Місто перетинають дві залізничні лінії. Головна — залізнична колія Усті-над-Лабем — Хомутов зі станцією Крупка-Богосудов (Krupka-Bohosudov) (до грудня 2016 року вона називалася Bohosudov).

### Канатна дорога
З Міського району Богосудова, всього за декілька десятків метрів від зупинки Богосудов, ходить двомісний фунікулер на Комаржі віжку (Komáří vížku). Фунікулер був побудований між 1950—1952 роками і його довжина була 2348 м, що робило його найдовшим фунікулером у Центральній Європі без проміжної станції. Висота становить 482 м.

## Суспільство

### Освіта
- Дитячий садок
- Початкова школа і Середня школа
- Вища школа будівництва і машинобудування
- Єпископська гімназія Богосудова

### Культура
- Регіональний музей
- Музей пожежної охорони
- Штольні Стари Мартін

### Спорт
- TJ Krupka футбольний клуб
- RLC Dragons Krupka (чемпіон Чехії з регбі)

## Населення
| Рік  | Чисельність | Чисельність |
| ---- | ----------- | ----------- |
| 1869 | 8582        | [ 5 ]       |
| 1880 | 10 778      | [ 5 ]       |
| 1890 | 11 826      | [ 5 ]       |
| 1900 | 13 952      | [ 5 ]       |
| 1910 | 14 635      | [ 5 ]       |
| 1921 | 14 507      | [ 5 ]       |
| 1930 | 16 096      | [ 5 ]       |

| Рік  | Чисельність | Чисельність |
| ---- | ----------- | ----------- |
| 1950 | 8275        | [ 5 ]       |
| 1961 | 9059        | [ 5 ]       |
| 1970 | 8729        | [ 5 ]       |
| 1980 | 9336        | [ 5 ]       |
| 1991 | 12 620      | [ 5 ]       |
| 2001 | 13 318      | [ 5 ]       |
| 2011 | 13 147      | [ 5 ]       |

| Рік  | Чисельність | Чисельність |
| ---- | ----------- | ----------- |
| 2014 | 13 269      | [ 6 ]       |
| 2016 | 12 955      | [ 7 ]       |
| 2017 | 12 788      | [ 8 ]       |
| 2018 | 12 697      | [ 9 ]       |
| 2019 | 12 624      | [ 10 ]      |
| 2020 | 12 633      | [ 11 ]      |
| 2021 | 12 547      | [ 12 ]      |

| Рік  | Чисельність | Чисельність |
| ---- | ----------- | ----------- |
| 2021 | 12 106      | [ 13 ]      |
| 2022 | 12 365      | [ 14 ]      |
| 2023 | 12 710      | [ 15 ]      |
| 2024 | 12 779      | [ 16 ]      |
| 2025 | 12 793      | [ 3 ]       |

| Рік  | Чисельність | Чисельність |
| ---- | ----------- | ----------- |
| 1869 | 8582        | [ 5 ]       |
| 1880 | 10 778      | [ 5 ]       |
| 1890 | 11 826      | [ 5 ]       |
| 1900 | 13 952      | [ 5 ]       |
| 1910 | 14 635      | [ 5 ]       |
| 1921 | 14 507      | [ 5 ]       |
| 1930 | 16 096      | [ 5 ]       |

| Рік  | Чисельність | Чисельність |
| ---- | ----------- | ----------- |
| 1950 | 8275        | [ 5 ]       |
| 1961 | 9059        | [ 5 ]       |
| 1970 | 8729        | [ 5 ]       |
| 1980 | 9336        | [ 5 ]       |
| 1991 | 12 620      | [ 5 ]       |
| 2001 | 13 318      | [ 5 ]       |
| 2011 | 13 147      | [ 5 ]       |

| Рік  | Чисельність | Чисельність |
| ---- | ----------- | ----------- |
| 2014 | 13 269      | [ 6 ]       |
| 2016 | 12 955      | [ 7 ]       |
| 2017 | 12 788      | [ 8 ]       |
| 2018 | 12 697      | [ 9 ]       |
| 2019 | 12 624      | [ 10 ]      |
| 2020 | 12 633      | [ 11 ]      |
| 2021 | 12 547      | [ 12 ]      |

| Рік  | Чисельність | Чисельність |
| ---- | ----------- | ----------- |
| 2021 | 12 106      | [ 13 ]      |
| 2022 | 12 365      | [ 14 ]      |
| 2023 | 12 710      | [ 15 ]      |
| 2024 | 12 779      | [ 16 ]      |
| 2025 | 12 793      | [ 3 ]       |

|  |